# 1re étape du Tour de France 2003
Pour un article plus général, voir Tour de France 2003.
La 1re étape du Tour de France 2003 a eu lieu le 6 juillet 2003 entre Montgeron et Meaux sur une distance de 168 km. Elle a été remportée par l'Italien Alessandro Petacchi (Fassa Bortolo) devant l'Australien Robbie McEwen (Lotto-Domo) et l'Allemand Erik Zabel (Telekom). l'Australien Bradley McGee (Fdjeux.com) conserve le maillot jaune à l'issue de l'étape.

## Classement de l'étape
| \| Classement de l'étape \| Classement de l'étape \| Classement de l'étape \| Classement de l'étape \| Classement de l'étape \| \| Coureur \| Coureur \| Pays \| Équipe \| Temps \| \| --------------------- \| --------------------- \| --------------------- \| ---------------------------- \| --------------------- \| \| 1er \| Alessandro Petacchi \| Italie \| Fassa Bortolo \| 3 h 44 min 33 s \| \| 2e \| Robbie McEwen \| Australie \| Lotto-Domo \| + 0 s \| \| 3e \| Erik Zabel \| Allemagne \| Telekom \| + 0 s \| \| 4e \| Paolo Bettini \| Italie \| Quick Step-Davitamon \| + 0 s \| \| 5e \| Baden Cooke \| Australie \| Fdjeux.com \| + 0 s \| \| 6e \| Thor Hushovd \| Norvège \| Crédit Agricole \| + 0 s \| \| 7e \| Óscar Freire \| Espagne \| Rabobank \| + 0 s \| \| 8e \| Luca Paolini \| Italie \| Quick Step-Davitamon \| + 0 s \| \| 9e \| Romāns Vainšteins \| Lettonie \| Vini Caldirola-Saunier Duval \| + 0 s \| \| 10e \| Jaan Kirsipuu \| Estonie \| AG2R Prévoyance \| + 0 s \| |                     |           |                              |                 |
| |                     |           |                              |                 |
| |                     |           |                              |                 |
| Classement de l'étape |                     |           |                              |                 |
| Coureur | Coureur             | Pays      | Équipe                       | Temps           |
| 1er | Alessandro Petacchi | Italie    | Fassa Bortolo                | 3 h 44 min 33 s |
| 2e | Robbie McEwen       | Australie | Lotto-Domo                   | + 0 s           |
| 3e | Erik Zabel          | Allemagne | Telekom                      | + 0 s           |
| 4e | Paolo Bettini       | Italie    | Quick Step-Davitamon         | + 0 s           |
| 5e | Baden Cooke         | Australie | Fdjeux.com                   | + 0 s           |
| 6e | Thor Hushovd        | Norvège   | Crédit Agricole              | + 0 s           |
| 7e | Óscar Freire        | Espagne   | Rabobank                     | + 0 s           |
| 8e | Luca Paolini        | Italie    | Quick Step-Davitamon         | + 0 s           |
| 9e | Romāns Vainšteins   | Lettonie  | Vini Caldirola-Saunier Duval | + 0 s           |
| 10e | Jaan Kirsipuu       | Estonie   | AG2R Prévoyance              | + 0 s           |

## Classement général
| \| Classement général \| Classement général \| Classement général \| Classement général \| Classement général \| \| Coureur \| Coureur \| Pays \| Équipe \| Temps \| \| ------------------ \| ------------------ \| ------------------ \| ------------------------------- \| ------------------ \| \| 1er \| Bradley McGee \| Australie \| Fdjeux.com \| 3 h 51 min 55 s \| \| 2e \| David Millar \| Royaume-Uni \| Cofidis-Le Crédit par Téléphone \| + 4 s \| \| 3e \| Haimar Zubeldia \| Espagne \| Euskaltel-Euskadi \| + 6 s \| \| 4e \| Jan Ullrich \| Allemagne \| Team Bianchi \| + 6 s \| \| 5e \| Víctor Hugo Peña \| Colombie \| US Postal Service-Berry Floor \| + 10 s \| \| 6e \| Tyler Hamilton \| États-Unis \| CSC \| + 10 s \| \| 7e \| Andy Flickinger \| France \| AG2R Prévoyance \| + 10 s \| \| 8e \| Lance Armstrong \| États-Unis \| US Postal Service-Berry Floor \| DQ \| \| 9e \| Joseba Beloki \| Espagne \| ONCE-Eroski \| + 13 s \| \| 10e \| Santiago Botero \| Colombie \| Telekom \| + 13 s \| |                  |             |                                 |                 |
| |                  |             |                                 |                 |
| |                  |             |                                 |                 |
| Classement général |                  |             |                                 |                 |
| Coureur | Coureur          | Pays        | Équipe                          | Temps           |
| 1er | Bradley McGee    | Australie   | Fdjeux.com                      | 3 h 51 min 55 s |
| 2e | David Millar     | Royaume-Uni | Cofidis-Le Crédit par Téléphone | + 4 s           |
| 3e | Haimar Zubeldia  | Espagne     | Euskaltel-Euskadi               | + 6 s           |
| 4e | Jan Ullrich      | Allemagne   | Team Bianchi                    | + 6 s           |
| 5e | Víctor Hugo Peña | Colombie    | US Postal Service-Berry Floor   | + 10 s          |
| 6e | Tyler Hamilton   | États-Unis  | CSC                             | + 10 s          |
| 7e | Andy Flickinger  | France      | AG2R Prévoyance                 | + 10 s          |
| 8e | Lance Armstrong  | États-Unis  | US Postal Service-Berry Floor   | DQ              |
| 9e | Joseba Beloki    | Espagne     | ONCE-Eroski                     | + 13 s          |
| 10e | Santiago Botero  | Colombie    | Telekom                         | + 13 s          |

## Classements annexes
| Classement par points | Classement par points | Classement par points | Classement par points | Classement par points |
| Coureur               | Coureur               | Pays                  | Équipe                | Points                |
| --------------------- | --------------------- | --------------------- | --------------------- | --------------------- |
| 1er                   | Robbie McEwen         | Australie             | Lotto-Domo            | 36 pts                |
| 2e                    | Alessandro Petacchi   | Italie                | Fassa Bortolo         | 35 pts                |
| 3e                    | Erik Zabel            | Allemagne             | Telekom               | 26 pts                |
| 4e                    | Paolo Bettini         | Italie                | Quick Step-Davitamon  | 24 pts                |
| 5e                    | Baden Cooke           | Australie             | Fdjeux.com            | 22 pts                |

| Classement par points | Classement par points | Classement par points | Classement par points | Classement par points |
| Coureur               | Coureur               | Pays                  | Équipe                | Points                |
| --------------------- | --------------------- | --------------------- | --------------------- | --------------------- |
| 1er                   | Robbie McEwen         | Australie             | Lotto-Domo            | 36 pts                |
| 2e                    | Alessandro Petacchi   | Italie                | Fassa Bortolo         | 35 pts                |
| 3e                    | Erik Zabel            | Allemagne             | Telekom               | 26 pts                |
| 4e                    | Paolo Bettini         | Italie                | Quick Step-Davitamon  | 24 pts                |
| 5e                    | Baden Cooke           | Australie             | Fdjeux.com            | 22 pts                |

| Classement de la montagne | Classement de la montagne | Classement de la montagne | Classement de la montagne | Classement de la montagne |
| Coureur                   | Coureur                   | Pays                      | Équipe                    | Points                    |
| ------------------------- | ------------------------- | ------------------------- | ------------------------- | ------------------------- |
| 1er                       | Christophe Mengin         | France                    | Fdjeux.com                | 13 pts                    |
| 2e                        | Walter Bénéteau           | France                    | Brioches La Boulangère    | 9 pts                     |
| 3e                        | Andy Flickinger           | France                    | AG2R Prévoyance           | 5 pts                     |

| Classement de la montagne | Classement de la montagne | Classement de la montagne | Classement de la montagne | Classement de la montagne |
| Coureur                   | Coureur                   | Pays                      | Équipe                    | Points                    |
| ------------------------- | ------------------------- | ------------------------- | ------------------------- | ------------------------- |
| 1er                       | Christophe Mengin         | France                    | Fdjeux.com                | 13 pts                    |
| 2e                        | Walter Bénéteau           | France                    | Brioches La Boulangère    | 9 pts                     |
| 3e                        | Andy Flickinger           | France                    | AG2R Prévoyance           | 5 pts                     |

| Classement du meilleur jeune | Classement du meilleur jeune | Classement du meilleur jeune | Classement du meilleur jeune | Classement du meilleur jeune |
| Coureur                      | Coureur                      | Pays                         | Équipe                       | Temps                        |
| ---------------------------- | ---------------------------- | ---------------------------- | ---------------------------- | ---------------------------- |
| 1er                          | Andy Flickinger              | France                       | AG2R Prévoyance              | 3 h 52 min 05 s              |
| 2e                           | Vladimir Karpets             | Russie                       | iBanesto.com                 | + 6 s                        |
| 3e                           | Mikel Astarloza              | Espagne                      | AG2R Prévoyance              | + 6 s                        |
| 4e                           | Thor Hushovd                 | Norvège                      | Crédit Agricole              | + 7 s                        |
| 5e                           | Michael Rogers               | Australie                    | Quick Step-Davitamon         | + 7 s                        |

| Classement du meilleur jeune | Classement du meilleur jeune | Classement du meilleur jeune | Classement du meilleur jeune | Classement du meilleur jeune |
| Coureur                      | Coureur                      | Pays                         | Équipe                       | Temps                        |
| ---------------------------- | ---------------------------- | ---------------------------- | ---------------------------- | ---------------------------- |
| 1er                          | Andy Flickinger              | France                       | AG2R Prévoyance              | 3 h 52 min 05 s              |
| 2e                           | Vladimir Karpets             | Russie                       | iBanesto.com                 | + 6 s                        |
| 3e                           | Mikel Astarloza              | Espagne                      | AG2R Prévoyance              | + 6 s                        |
| 4e                           | Thor Hushovd                 | Norvège                      | Crédit Agricole              | + 7 s                        |
| 5e                           | Michael Rogers               | Australie                    | Quick Step-Davitamon         | + 7 s                        |

| Classement par équipes | Classement par équipes        | Classement par équipes | Classement par équipes |
| Équipe                 | Équipe                        | Pays                   | Temps                  |
| ---------------------- | ----------------------------- | ---------------------- | ---------------------- |
| 1re                    | US Postal Service-Berry Floor | États-Unis             | 11 h 36 min 21 s       |
| 2e                     | Team Bianchi                  | Allemagne              | + 8 s                  |
| 3e                     | Fdjeux.com                    | France                 | + 17 s                 |
| 4e                     | Euskaltel-Euskadi             | Espagne                | + 18 s                 |
| 5e                     | AG2R Prévoyance               | France                 | + 19 s                 |

| Classement par équipes | Classement par équipes        | Classement par équipes | Classement par équipes |
| Équipe                 | Équipe                        | Pays                   | Temps                  |
| ---------------------- | ----------------------------- | ---------------------- | ---------------------- |
| 1re                    | US Postal Service-Berry Floor | États-Unis             | 11 h 36 min 21 s       |
| 2e                     | Team Bianchi                  | Allemagne              | + 8 s                  |
| 3e                     | Fdjeux.com                    | France                 | + 17 s                 |
| 4e                     | Euskaltel-Euskadi             | Espagne                | + 18 s                 |
| 5e                     | AG2R Prévoyance               | France                 | + 19 s                 |